# حملات ۱۴۰۴ ایران
حملات ۱۴۰۴ ایران می‌تواند به موارد زیر اشاره داشته باشد:
- حملات ۱۴۰۴ ایران به اسرائیل
- حملات ایران به پایگاه هوایی العدید